# 龙江路高架
龙江路高架，是常州市外环高架中的一条高架，从G42沪蓉高速公路南200米，一直到长虹路结束。是城市的一条主要公路，穿过新北区、钟楼区、武进区。